# 2-Methylthioethanol
2-Methylthioethanol ist eine chemische Verbindung aus den Gruppen der Alkohole und der Thioether.

## Vorkommen

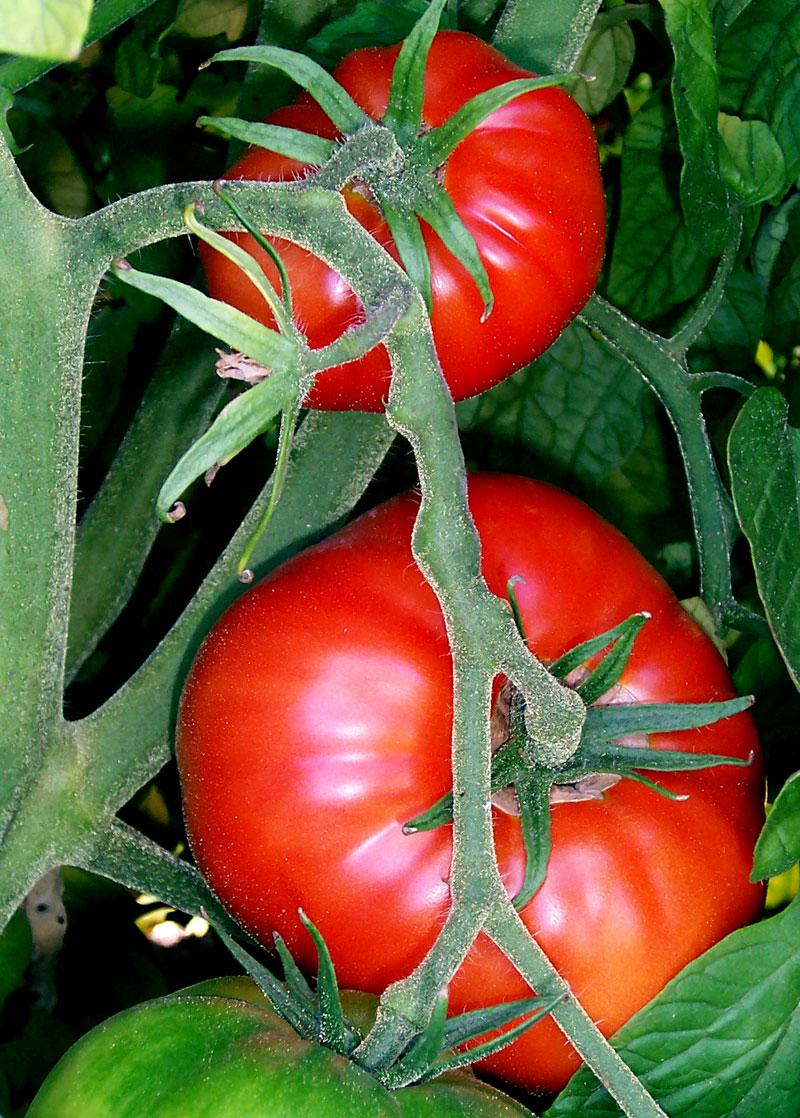
Tomate

2-Methylthioethanol ist ein Naturstoff und kommt in Melonen, Tomaten, Durian und Shrimps vor.

## Gewinnung und Darstellung
2-Methylthioethanol kann durch Reaktion von Oxacyclopropan mit Methanthiol synthetisiert werden.

## Eigenschaften
2-Methylthioethanol ist eine farblose bis hellgelbe stinkende Flüssigkeit, die praktisch unlöslich in Wasser ist.

## Verwendung
In den USA wird es als Aromastoff eingesetzt.